# Compuertas, Sonora
Compuertas är en ort i Mexiko.   Den ligger i kommunen Guaymas och delstaten Sonora, i den nordvästra delen av landet, 1 500 km nordväst om huvudstaden Mexico City. Compuertas ligger 16 meter över havet och antalet invånare är 245.
Terrängen runt Compuertas är platt åt sydväst, men åt nordost är den kuperad. Runt Compuertas är det glesbefolkat, med 12 invånare per kvadratkilometer. Närmaste större samhälle är Vicam, 5,4 km nordväst om Compuertas. Trakten runt Compuertas består till största delen av jordbruksmark.